# Exif
Exif (Exchangeable Image File Format) er en specifikation som angiver en række informationer i forbindelse med fotografier taget med de fleste digitale fotografiapparater.
Specifikationen er skrevet af den japanske interesseorganisation JEIDA (ingen officiel organisation opretholder denne specifikation), og bruger eksisterende filformater, eksempelvis JPEG, TIFF og RIFF formater.
Nyeste Exif-specifikation har versionsnummer 3.0 (2023).

## Exif data
Data som er defineret i Exif specifikationen dækker et meget bredt område (normalt på engelsk), bland andet:
- Dato og tid for fotografering samt eventul redigering af billede.
- Kamera fabrikat og type.
- Software for apparat.
- Software for billedredigering.
- Kompression og resolution.
- Optagetid og blænde.
- Flash anvendelse.
- Farvespecifikation.

## Eksempel
Nedenfor angivne tabel viser Exif data for et fotografi taget med et typisk digital apparat:
| Tag                       | Value                  |
| ------------------------- | ---------------------- |
| Manufacturer              | CASIO                  |
| Model                     | QV-4000                |
| Orientation               | top - left             |
| Software                  | Ver1.01                |
| Date and Time             | 2003:08:11 16:45:32    |
| YCbCr Positioning         | centered               |
| Compression               | JPEG compression       |
| x-Resolution              | 72.00                  |
| y-Resolution              | 72.00                  |
| Resolution Unit           | Inch                   |
| Exposure Time             | 1/659 sec.             |
| FNumber                   | f/4.0                  |
| ExposureProgram           | Normal program         |
| Exif Version              | Exif Version 2.1       |
| Date and Time (original)  | 2003:08:11 16:45:32    |
| Date and Time (digitized) | 2003:08:11 16:45:32    |
| ComponentsConfiguration   | Y Cb Cr -              |
| Compressed Bits per Pixel | 4.01                   |
| Exposure Bias             | 0.0                    |
| MaxApertureValue          | 2.00                   |
| Metering Mode             | Pattern                |
| Flash                     | Flash did not fire.    |
| Focal Length              | 20.1 mm                |
| Maker Note                | 432 bytes unknown data |
| FlashPixVersion           | FlashPix Version 1.0   |
| Color Space               | sRGB                   |
| PixelXDimension           | 2240                   |
| PixelYDimension           | 1680                   |
| File Source               | DSC                    |
| InteroperabilityIndex     | R98                    |
| InteroperabilityVersion   | (null)                 |

## Ekstern henvisning
- Exif hjemmeside Arkiveret 27. november 2020 hos  Wayback Machine
- Exif Dangers Arkiveret 21. december 2014 hos  Wayback Machine